# Patricio Guzmán

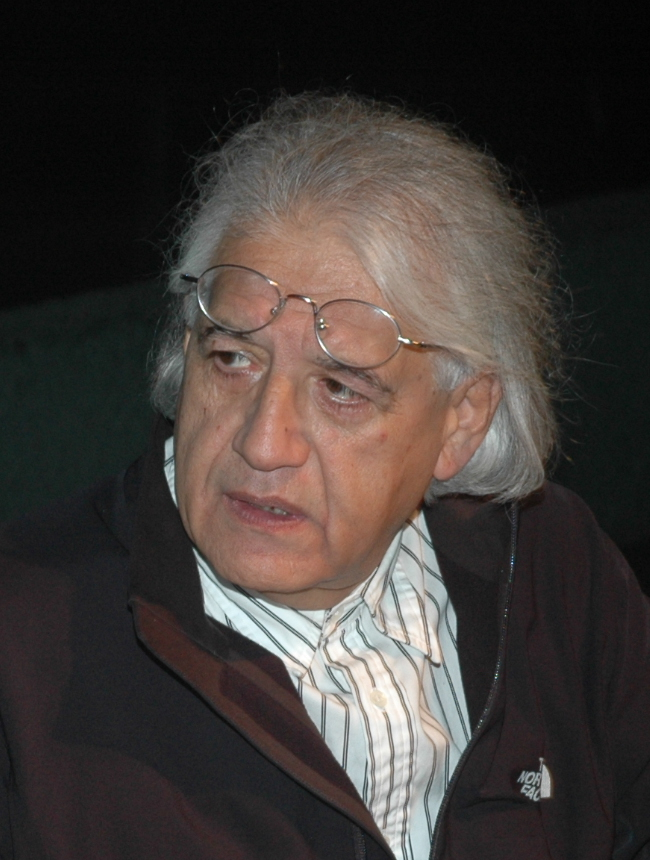
Patricio Guzmán (2005)

Patricio Guzmán Lozanes (* 11. August 1941 in Santiago de Chile, in Chile) ist ein Regisseur und Produzent von Dokumentarfilmen.

## Leben
Guzmàn begeisterte sich bereits als Jugendlicher für Dokumentarfilme. Filme von Louis Malle, Frédéric Rossif und Chris Marker beeinflussten ihn. Er studierte Anfang der 1960er Jahre an der Universidad de Chile Geschichte und Philosophie und in den Jahren 1963 bis 1966 am Filminstitut der Katholischen Universität von Chile. Danach ging er nach Madrid und schloss dort an der Escuela Oficial de Cine mit der Prüfung als Filmregisseur ab.
Nach seiner Rückkehr nach Chile wurde er Direktor der Werkstatt für Dokumentarfilme von Chile-Films. Seinen Film über das erste Regierungsjahr von Salvador Allende stellte er 1971 fertig. Der Film wurde in ganz Chile gezeigt. Er begann 1972 mit dem Filmen seiner Trilogie über Allendes letztes Jahr. Nach dem Putsch der Streitkräfte am 11. September 1973 wurde Guzmán für 15 Tage im Nationalstadion in Santiago de Chile festgehalten. Da Guzmán auch die spanische Staatsbürgerschaft besaß, konnte er mit den fertiggestellten Filmrollen für die 4½-stündige Trilogie La Batalla de Chile nach Spanien ausreisen. Mit Hilfe des kubanischen Filminstituts ICAIC konnte der Film in Kuba fertiggestellt und geschnitten werden.
Guzmáns weiteres Filmschaffen befasst sich weiterhin mit Themen seiner Heimat. Im Jahre 1997 gründete er das Internationale Dokumentarfilm-Festival in Santiago de Chile. In den Jahren 1997–2006 war er der Direktor des Festivals.
Guzmán lebt in Paris mit Renate Sachse zusammen und hat zwei Töchter, Andrea und Camila, die auch Filme machen und ab und zu an seinen Filmen mitarbeiten.
Der Film „Der Perlmuttknopf“ hatte seine Premiere auf dem Cannes Film Festival im Mai 2010. Er wird von vielen Rezensenten gelobt. Zum Beispiel schrieb Die Zeit:

„Der faszinierende Dokumentarfilm "Nostalgia de la luz" ist die Summe des Lebenswerks von Patricio Guzmán. .. Dokumentarfilm .. , der sich – meisterliche Summe eines gewichtigen Lebenswerks – die großen Lebensfragen nach dem Woher, Warum und Wohin stellt.“

## Filmographie (Auswahl)
- 1967: Kurzfilm: Electroshow, Preis auf dem Festival Latinamericano de Viña del Mar, Chile.
- 1968: La Tortura y otras formas de diálogo
- 1969: El Paraíso ortopédico, Preis auf dem Dokumentar- und Kurzfilm-Festival in Bilbao, Spanien
- 1971: Primer Año, FIPRESCI-Preis auf dem Filmfestival Mannheim-Heidelberg 1973
- 1972: La Respuesta de octubre
- 1975: La Batalla de Chile: La Insurrección de la burguesia, deutsch: Der Aufstand der Bourgeoisie.
- 1977: La Batalla de Chile: El golpe de estado, deutsch: Der Staatsstreich.
- 1979: La Batalla de Chile: El poder popular, Die Macht des Volkes.
- 1983: Rosa de los vientos
- 1987: El nombre de Dios, Grand Prix auf dem Festivale dei Popoli 1987 in Florenz
- 1992: La Cruz del Sur, Grand Prix auf dem Festival sur les Docs, 1992 Marseille
- 1995: Pueblo en vilo (Dorf im Stillstand)
- 1997: Chile, la memoria obstinada, Grand Prix auf dem Festival von Tel Aviv 1999
- 1999: La Isla de Robinson Crusoe
- 2000: Invocación.
- 2001: El Caso Pinochet. Wettbewerb in Cannes 2002.
- 2002: Madrid.
- 2004: Salvador Allende, Wettbewerb in Cannes 2004, Preis Goya 2005, 100 min.
- 2005: Fernsehfilm: Mi Julio Verne - Mon Jules Verne.
- 2010: Nostalgie des Lichts (Nostalgia de la Luz), Europäischer Filmpreis/Bester Dokumentarfilm (Prix ARTE).
- 2015: Der Perlmuttknopf (El botón de nácar), Dokumentarfilm, 82'. Wettbewerb der Berlinale, Preis: Silberner Bär.
- 2019: La Cordillera de los suenos[3], Dokumentarfilm, 85'. Wettbewerb der Cannes Film Festival 2019, Preis: Bester Dokumentarfilm.
- 2022: Mi país imaginario, Dokumentarfilm (Frankreich/Chile), Séances Spéciales Cannes Film Festival 2022